# Іжа (округ Комарно)
Іжа (словац. Iža) — село в окрузі Комарно Нітранського краю Словаччини. Площа села 28,02 км². Станом на 31 грудня 2015 року в селі проживало 1638 жителів.

## Історія
Перші згадки про село датуються 1268 роком.

## Географія
Протікає Патінський канал.

## Населення
| Рік:            | 1994. | 2004.   | 2014.   | 2024.   |
| --------------- | ----- | ------- | ------- | ------- |
| Кількість осіб: | 1626  | 1632    | 1636    | 1797    |
| Різниця:        |       | +0,36 % | +0,24 % | +9,84 % |

| Рік:            | 2023. | 2024.   |
| --------------- | ----- | ------- |
| Кількість осіб: | 1786  | 1797    |
| Різниця:        |       | +0,61 % |